# یار-بیشکاداک
یار-بیشکاداک (انگلیسی: Yar-Bishkadak) یک شهرک در شهرستان ایشیمبایسکی استان باشقیرستان کشور روسیه است.